# XBill

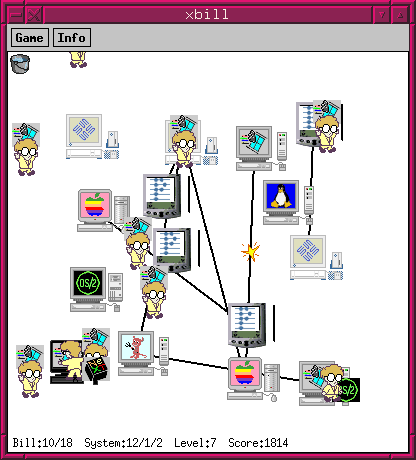
XBill

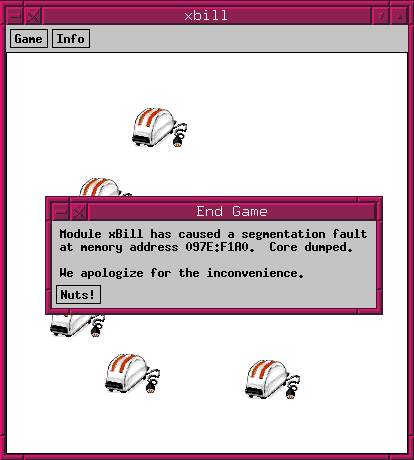
XBill: game over!

XBill — свободная (GNU GPL) компьютерная игра, классическая аркада, написанная Брайаном Веллингтоном и Матиасом Дуарте в 1994 году.
Злой очкастый компьютерный хакер, известный как Билл (прямой намёк на Билла Гейтса), разработал самый совершенный компьютерный вирус в истории — Wingdows (прямой намёк на MS Windows), вирус, маскирующийся под популярную операционную систему. Игра портирована под множество ОС, и в списке этих операционных систем MS Windows так и названа — Wingdows.
Вирус столь могущественен, что может превратить любой
компьютер, на который он проник, в тостер. Для того, чтобы
осуществить свой план (превратить все компьютеры мира в тостеры)
Билл клонировал себя, и теперь имеются миллионы микро-Биллов.
Вы — Системный Администратор. Вашей задачей является предотвратить исполнение дьявольских планов Билла. Вы должны не позволить микро-Биллам установить Wingdows на вверенные вам компьютеры, на которых работают другие операционные системы. Компьютеры и установленные на них операционные системы представляются значками. В игре используются следующие компьютеры и операционные системы:
- IBM PC (Linux, GNU, FreeBSD, и OS/2);
- SPARCstations (Solaris);
- рабочие станции Silicon Graphics (IRIX);
- Apple Macintosh (Mac OS);
- КПК Palm (Palm OS);
- рабочие станции NeXT.

Основным оружием игрока является ладонь, которой он должен прихлопнуть всех микро-Биллов. После точного попадания Билл расплющивается, фонтанируя кровью.
Когда микро-Билл инсталлирует Wingdows на компьютер, он забирает старую операционную систему.
Если получается его прихлопнуть, можно вернуть старую ОС назад, перетащив её значок, обронённый Биллом, на компьютер с только что установленной Wingdows. По окончании уровня вам начисляются очки за каждый компьютер, который Биллу не удалось заразить.
По мере возрастания номера уровня количество компьютеров увеличивается, а кроме того, компьютеры начинают соединяться в локальные сети, способствующие распространению Wingdows. Попытка заражения по сети выглядит как огонёк, ползущий по сетевому шнуру. На сетевых уровнях становится доступным второе оружие игрока — ведро с водой (расположено в левом верхнем углу экрана). При помощи ведра можно погасить этот огонёк.